# Sigurd Rink
Sigurd Immanuel Rink, geb. Becker (* 20. Oktober 1960 in Frankfurt am Main) ist ein deutscher evangelischer Theologe. Von August 2014 bis Juli 2020 amtierte er im Rahmen der Militärseelsorge als erster hauptamtlicher evangelischer Militärbischof in Deutschland.

## Leben
Sigurd Rink legte an der Stiftsschule St. Johann in Amöneburg 1978 das Abitur ab. Nach einem Theaterprojekt 1979 begann er 1980 das Studium der Evangelischen Theologie in Marburg, Heidelberg und München. 1984 erhielt er für seine Arbeit bei Eilert Herms zu Bonhoeffers Begriff der „Einfalt“ den Preis des Internationalen Bonhoeffer-Wettbewerbs. 1993 promovierte er an der Universität Gießen bei Martin Greschat mit dem Thema Der Bevollmächtigte: Propst Grüber und die Regierung der DDR. 1996 schloss er eine Fortbildung beim Gemeinschaftswerk der Evangelischen Publizistik als Kommunikationswirt ab.
1989 wurde Rink zum Pfarrer ordiniert. Dem Pfarrvikariat in Usingen/Taunus (1989–1993) schloss sich eine Pfarrstelle in Königstein-Falkenstein an (1993–1998). Von 1998 bis 2002 war Rink Persönlicher Referent des Kirchenpräsidenten der Evangelischen Kirche in Hessen und Nassau (EKHN), Peter Steinacker, 1999 bis 2000 zugleich Pressesprecher. 2002 wählte ihn die Synode der EKHN zum Propst für die Propstei Süd-Nassau, am 25. April 2007 wurde er bis 2014, am 26. April 2013 bis 2020 wiedergewählt. Bei der Wahl zum Kirchenpräsidenten der EKHN unterlag er am 27. September 2008 mit 74:80 Stimmen Dekan Volker Jung.
Rink war von 2002 bis 2014 Vorsitzender der Konvente der Evangelischen Akademie in Hessen und Nassau in Frankfurt am Main. Er ist Vizepräsident des Evangelischen Bundes, Vorstandsmitglied der Stiftung Scheuern und Mitglied des Wissenschaftlichen Beirats zur Auswertung der Kirchenkampf-Dokumentation in der EKHN.
2014 wurde Rink zum ersten hauptamtlichen evangelischen Militärbischof ernannt. Er trat sein Amt am 15. Juli an und wurde am 8. September 2014 in der Kaiser-Wilhelm-Gedächtniskirche in Berlin vom Ratsvorsitzenden der EKD, Nikolaus Schneider, in sein Amt offiziell eingeführt. Im Juli 2020 wurde er nach Ende seiner sechsjährigen Amtszeit verabschiedet; im September desselben Jahres wurde er Büroleiter von Ulrich Lilie im Evangelischen Werk für Diakonie und Entwicklung. Sein Nachfolger als Militärbischof ist Bernhard Felmberg.
Sigurd Rink ist seit 1987 mit der Musikwissenschaftlerin und Lehrerin Gabriele Rink verheiratet; sie haben drei erwachsene Kinder.

## Publikationen
- Der Bevollmächtigte: Propst Grüber und die Regierung der DDR (= Konfession und Gesellschaft. Bd. 10). Kohlhammer, Stuttgart/Berlin/Köln 1996, ISBN 3-17-014012-4 (zugleich: Dissertation, Universität Gießen, 1994).
- mit Eugen Eckert: Sommerfrische für die Seele. Ein spiritueller Urlaubsführer. Kreuz, Freiburg im Breisgau 2012, ISBN 978-3-451-61058-5.
- hrsg. mit Klaus-Dieter Grunwald, Hermann Otto Geißler, Roger Töpelmann: Wahrheit und Bekenntnis. Kirchenkampf in Wiesbaden 1933–1945 (= Schriften des Stadtarchivs Wiesbaden. Bd. 12). Stadtarchiv Wiesbaden, Wiesbaden 2014, ISBN 978-3-9808702-4-5.
- Können Kriege gerecht sein? Glaube, Zweifel, Gewissen – Wie ich als Militärbischof nach Antworten suche, Ullstein, Berlin 2019, ISBN 978-3-550-20004-5.